# Matthijs Vellenga
Matthijs Vellenga, född den 29 oktober 1977 i Grijpskerk i Nederländerna, är en nederländsk roddare.
Han tog OS-silver i åtta med styrman i samband med de olympiska roddtävlingarna 2004 i Aten.